# پترا اررا

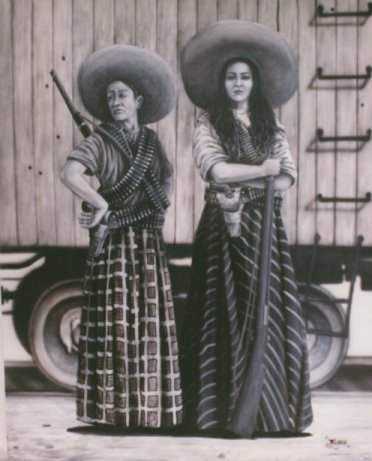

پترا اررا (اسپانیایی: Petra Herrera‎) یکی از شناخته شده‌ترین سربازان زن در زمان انقلاب مکزیک بود. وی جنسیت اش را مخفی کرد و با نام «پدرو اررا» به انقلابیون پیوست. در طول انقلاب مکزیک، زنان سرباز هم دوشِ مردان به مبارزه ملحق و اغلب هم با آزارِ جنسی روبه رو می‌شدند. وی با نشان دادن برتریِ خویش در رهبری و انفجارِ پل‌ها محبوبیت زیادی پیدا کرد و توانست به موقع جنسیت اش را رو کند. وی در جنگ دوم تورئون (۳۰ می‌ ماه ۱۹۱۴) همراه با ۴۰۰ زن دیگر مشارکت داشت، و خیلی‌ها معتقد بودند که وی شایسته رتبه بالاتری در این جنگ است. پانچو ویلا نمی‌خواست زنی را به مقام ژنرالی برساند. به همین خاطر نیز پترا نیروهای ویلا را ترک کرد و دسته خود را شکل داد که فقط زنان در آن حضور داشتند.